# CS Mackay-Bennett
«Маккей-Беннетт» (англ. Mackay-Bennett) — британское судно-кабелеукладчик, принадлежавшее компании Commercial Cable Company. Использовалось для ремонта подводных кабелей. В 1912 году корабль был нанят компанией Уайт Стар Лайн для вылова тел погибших при   крушении лайнера «Титаник».

## История
«Маккей-Беннетт» был построен в Глазго в сентябре 1884 года по заказу компании Commercial Cable Company. Судно было названо по именам двух учредителей кабельной компании, Джона Маккея и Гордона Беннетта. Корабль был введён в строй в тот же год и предназначался для прокладывания и ремонта подводных кабелей связи.
В апреле 1912 года пароходная компания «Уайт Стар Лайн» наняло судно для вылова тел пассажиров и членов команды затонувшего «Титаника». В течение двух недель на борт было поднято 306 тел погибших, в числе которых были миллиардер Джон Джекоб Астор IV и руководитель оркестра Уоллес Хартли. Также в операции были задействованы корабли Minia, Montmagny и Albertine. Всего, из 1500 погибших было поднято 328 тел. Из них 119, по причине сильного разложения, были захоронены в море. Остальные тела были забраны родственниками или похоронены на кладбище Фэйрвью Лаун, в Галифаксе.
Вскоре судно вернулось к своей обычной работе. В мае 1922 года «Маккей-Беннетт» был списан и далее использовался в качестве плавающего склада в гавани порта Плимута. Во время лондонского блица корабль был потоплен. В 1963 году его подняли и отправили на слом.